# Kemberg
Kemberg település Németországban, azon belül Szász-Anhalt tartományban. Lakosainak száma 9279 fő (2023. december 31.). Kemberg Jessen, Zahna-Elster, Bad Schmiedeberg, Lutherstadt Wittenberg, Oranienbaum-Wörlitz és Gräfenhainichen községekkel határos.

## Népesség
A település népességének változása:
| Lakosok száma | 9799 | 9737 | 9473 | 9467 | 9279 |
|               | 2017 | 2019 | 2021 | 2022 | 2023 |